# Stefan Karlsson
Stefan Erik Karlsson, né le 15 décembre 1988 à Haninge, est un footballeur suédois. Il évolue au poste de défenseur avec le club d'Östersunds FK.

## Carrière
Stefan Karlsson signe au Djurgårdens IF en janvier 2014.

## Statistiques
| Saison                | Club                  | Championnat           | Championnat | Championnat | Coupe(s) nationale(s) | Coupe(s) nationale(s) | Total | Total |
| Saison                | Club                  | Division              | M.          | B.          | M.                    | B.                    | M.    | B.    |
| 2010                  | Östers IF             | Superettan            | 26          | 0           | 2                     | 0                     | 28    | 0     |
| 2011                  | Östers IF             | Superettan            | 12          | 0           | 2                     | 0                     | 14    | 0     |
| 2012                  | Östers IF             | Superettan            | 30          | 1           | 4                     | 0                     | 34    | 1     |
| 2013                  | Östers IF             | Allsvenskan           | 29          | 0           | 1                     | 0                     | 30    | 0     |
| Sous-total            | Sous-total            | Sous-total            | 91          | 1           | 9                     | 0                     | 100   | 1     |
| 2014                  | Djurgårdens IF        | Allsvenskan           | 30          | 0           | 3                     | 0                     | 33    | 0     |
| 2015                  | Djurgårdens IF        | Allsvenskan           | 10          | 0           | 3                     | 0                     | 13    | 0     |
| 2016                  | Djurgårdens IF        | Allsvenskan           | 4           | 0           | 3                     | 0                     | 7     | 0     |
| Sous-total            | Sous-total            | Sous-total            | 44          | 0           | 9                     | 0                     | 53    | 0     |
| 2016                  | Östersunds FK         | Allsvenskan           | 2           | 0           | 0                     | 0                     | 2     | 0     |
| Sous-total            | Sous-total            | Sous-total            | 2           | 0           | 0                     | 0                     | 2     | 0     |
| Total sur la carrière | Total sur la carrière | Total sur la carrière | 137         | 1           | 18                    | 0                     | 155   | 1     |

## Palmarès
Il remporte la deuxième division suédoise en 2012 avec le club d'Östers IF.